# ريكاردو يونسيو إلياس أرياس
ريكاردو يونسيو إلياس أرياس (بالإسبانية: Ricardo Elías Arias)‏ (و. 1874 – 1951 م) هو سياسي، ومحام من بيرو .
تولى منصب رئيس بيرو (1931-03-01–1931-03-05) .

## التعليم
تعلم في جامعة سان ماركوس الوطنية.